# Натуральные показатели

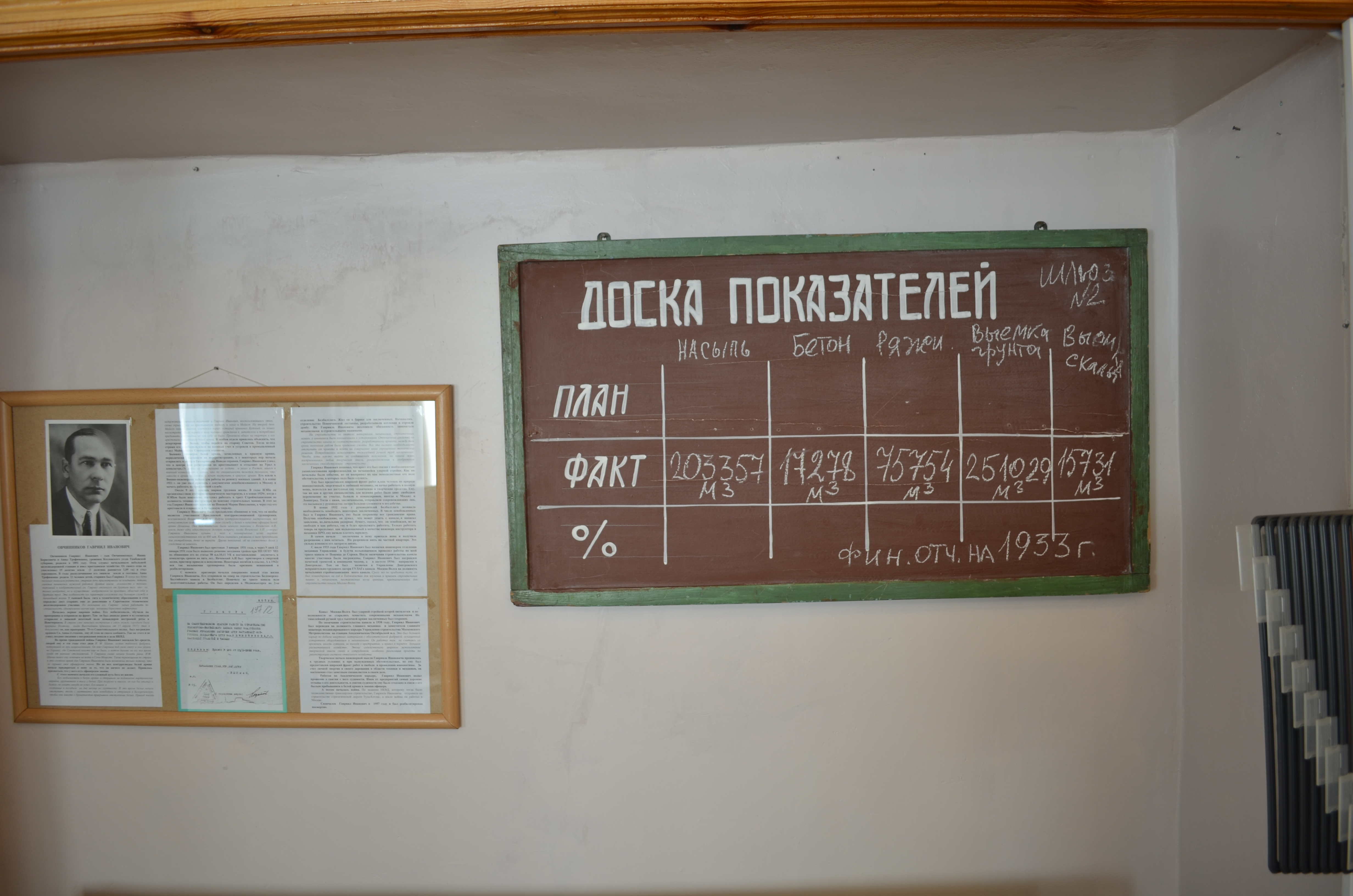
Доска показателей из Медвежьегорского лагеря с данными об объёме выкопанного грунта в м³

Натуральные показатели — экономические показатели, используемые для отражения в хозяйственном учёте социально-экономического положения.

## Определение
Согласно БРЭ натуральные показатели — это показатели хозяйственного учёта в категориях счёта, веса, объёма и иных измерителей.

## Использование
Натуральные показатели используются: для учёта однородных экономических и социальных явлений в естественной форме; для описания как количественных, так и качественных характеристик социально-экономических отношений; там, где стоимостные и иные показатели не могут быть определены или их применение не имеет значения для определения динамики и пропорций в экономике.

## Характеристики
Натуральные показатели в отличие от стоимостных показателей не подвержены инфляционным колебаниям, на них не отражаются влияния валютных курсов и т.п., связанные со стоимостным учётом и монетарными действиями.
Натуральный показатель определяет лишь одно из потребительских свойств объекта, и для описания объекта требуется использовать систему натуральных показателей. Например, выпуск электродвигателей в штуках и киловаттах.

## Классификация
Условно-натуральные показатели ― вид натуральных показателей, обобщающие характеристики продукции. В случаях когда выпуск разнообразной продукции нельзя выразить в одних физических единицах (их применение не имеет значения), то он отражается в условных единицах. С этой целью производится пересчёт выпускаемой продукции в условные единицы на основе коэффициентов.